# Rodolphe Töpffer

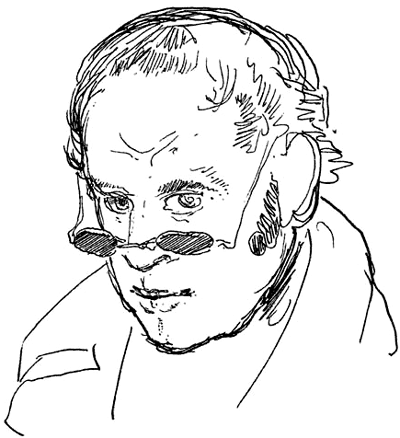
Rodolphe Töpffer – Selbstporträt (um 1840)

Rodolphe Töpffer, auch Toepffer geschrieben (* 31. Januar 1799 in Genf; † 8. Juni 1846 in Genf) war ein französischsprachiger Schweizer Zeichner und Novellist. Er ist vor allem für seine Bildergeschichten bekannt, die als Vorreiter der Comics gelten.

## Leben

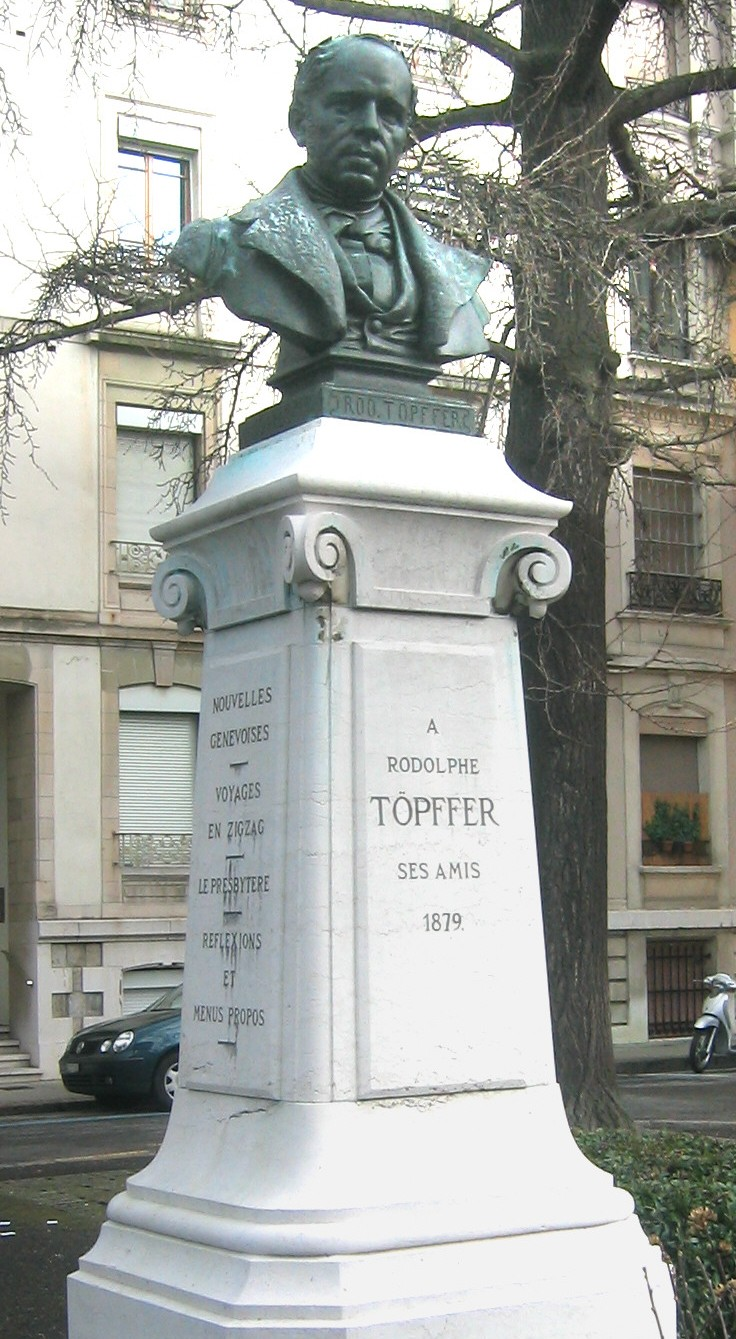
Denkmal für Rodolphe Töpffer in Genf

Rodolphe Töpffer war der Sohn des Malers Wolfgang Adam Töpffer, dessen Vater (Georges-Christophe Töpffer) aus Deutschland emigriert war.

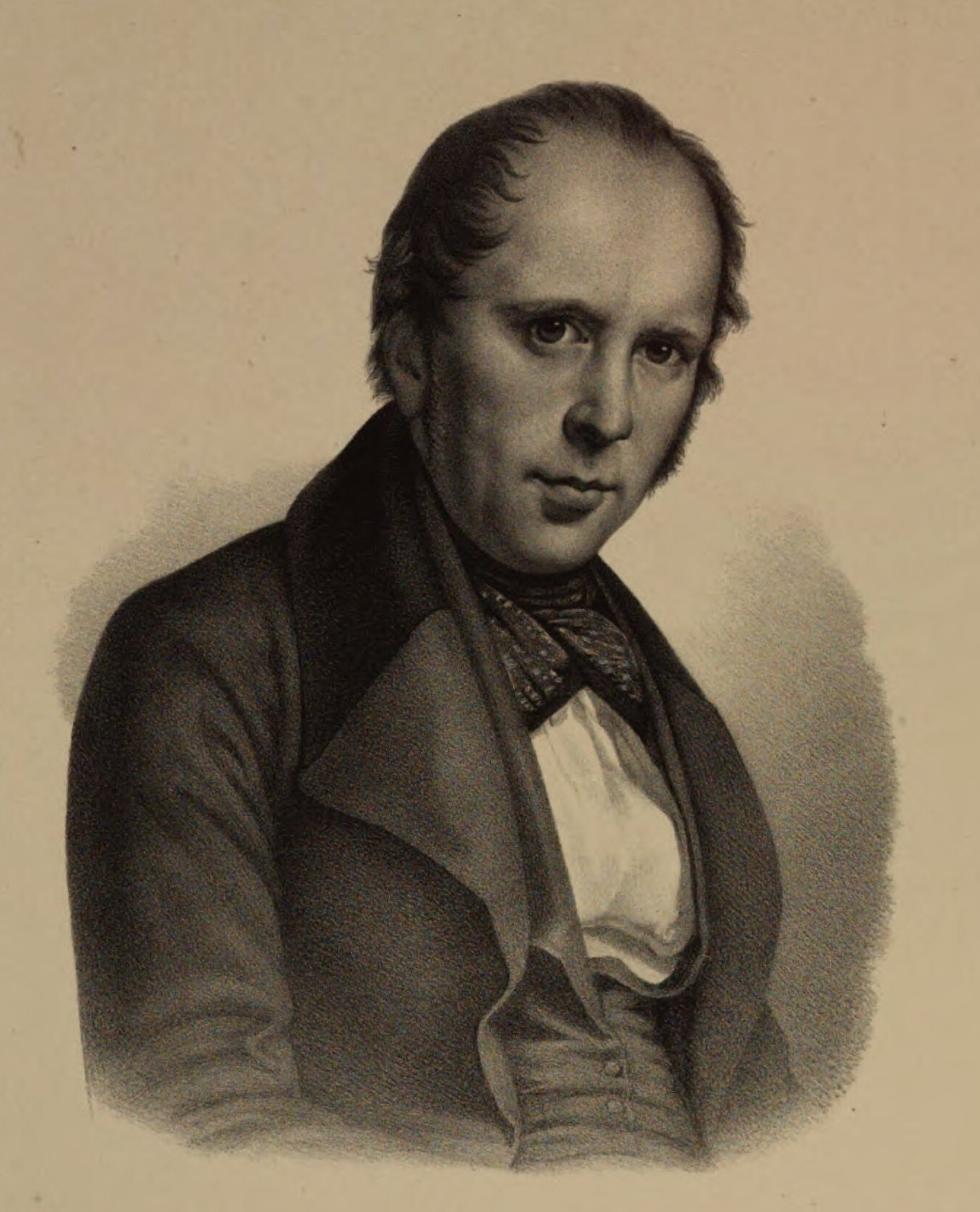
Rodolphe Töpffer

Seinen ursprünglichen Wunsch, Maler zu werden, musste Töpffer wegen eines Augenleidens aufgeben. Stattdessen fing er 1820 an Latein und Griechisch in einer Privatschule zu unterrichten. Er heiratete 1823 Anne-Marie Moulinié (1801–1857), mit der er vier Kinder hatte: Adèle (1827–1910), François (1830–1870), Charles (1832–1905), Esther (1839–1909).
Dank der Mitgift seiner Frau eröffnete er 1825 ein Knabenpensionat in Genf. Inspiriert von den Ideen von Jean-Jacques Rousseau organisierte er Ausflüge und bald auch grössere Studienreisen mit seinen Schülern. In der ersten Hälfte des 19. Jahrhunderts reisten sie meist zu Fuss in der Schweiz, in Italien und im benachbarten Frankreich. Diese Reisen sind in den Voyages en zig-zag beschrieben. 1832 erhielt er den Lehrstuhl für Rhetorik und Literatur an der Genfer Akademie (Vorgängerin der Genfer Universität).
Ab 1834 war er konservatives Mitglied des Parlaments des Kantons Genf. Er kämpfte gegen das liberale Bürgertum und den Volkstribun James Fazy (in Histoire d’Albert karikiert), die mit der Revolution von 1842–1846 das alte Patriziersystem im Kanton Genf definitiv abschafften.

### Vorreiter des Mediums Comic
In seiner Freizeit zeichnete Töpffer komische, teils skurrile Bildergeschichten. Nachdem Johann Wolfgang von Goethe seine Faust-Parodie Dr Festus sehr gelobt hatte, und auf das Drängen seiner Freunde hin, wurden Töpffers Bildergeschichten ab 1833 veröffentlicht und schnell populär. In diesen Geschichten karikierte er unter anderem die Gepflogenheiten der guten Gesellschaft (Histoire de Monsieur Jabot. Imp. Caillet, Genf 1833), die Unterrichtsmethoden (Monsieur Crépin), die Wissenschaftler (Voyages et aventures du Dr Festus) und die Politiker (Histoire d’Albert, Monsieur Pencil).
Goethe sagte einmal (Eckermann, 4. Januar 1831) über Töpffer:
Es ist wirklich zu toll! Es funkelt alles von Talent und Geist! Einige Blätter sind ganz unübertrefflich! Wenn er künftig einen weniger frivolen Gegenstand wählte und sich noch ein bißchen mehr zusammennähme, so würde er Dinge machen, die über alle Begriffe wären. (…) Töpffer scheint mir (…) ganz auf eigenen Füßen zu stehen und so durchaus originell zu sein, wie mir nur je ein Talent vorgekommen.
Töpffer ist mit diesen Bildergeschichten der Begründer einer Tradition, die über Bilderbögen (z. B. Neuruppiner Bilderbogen, Münchener Bilderbogen), die Arbeiten Wilhelm Buschs und unter Einfluss der amerikanischen Comics zum europäischen Comic führt.
Töpffer war einer der Ersten, die die Technik der Panels, das heisst einzelner Bilder, mit einem karikaturistischen Zeichenstil verbanden. Er experimentierte ausserdem mit verschiedenen Bildgrössen, um ein Gefühl von Zeit zu vermitteln.

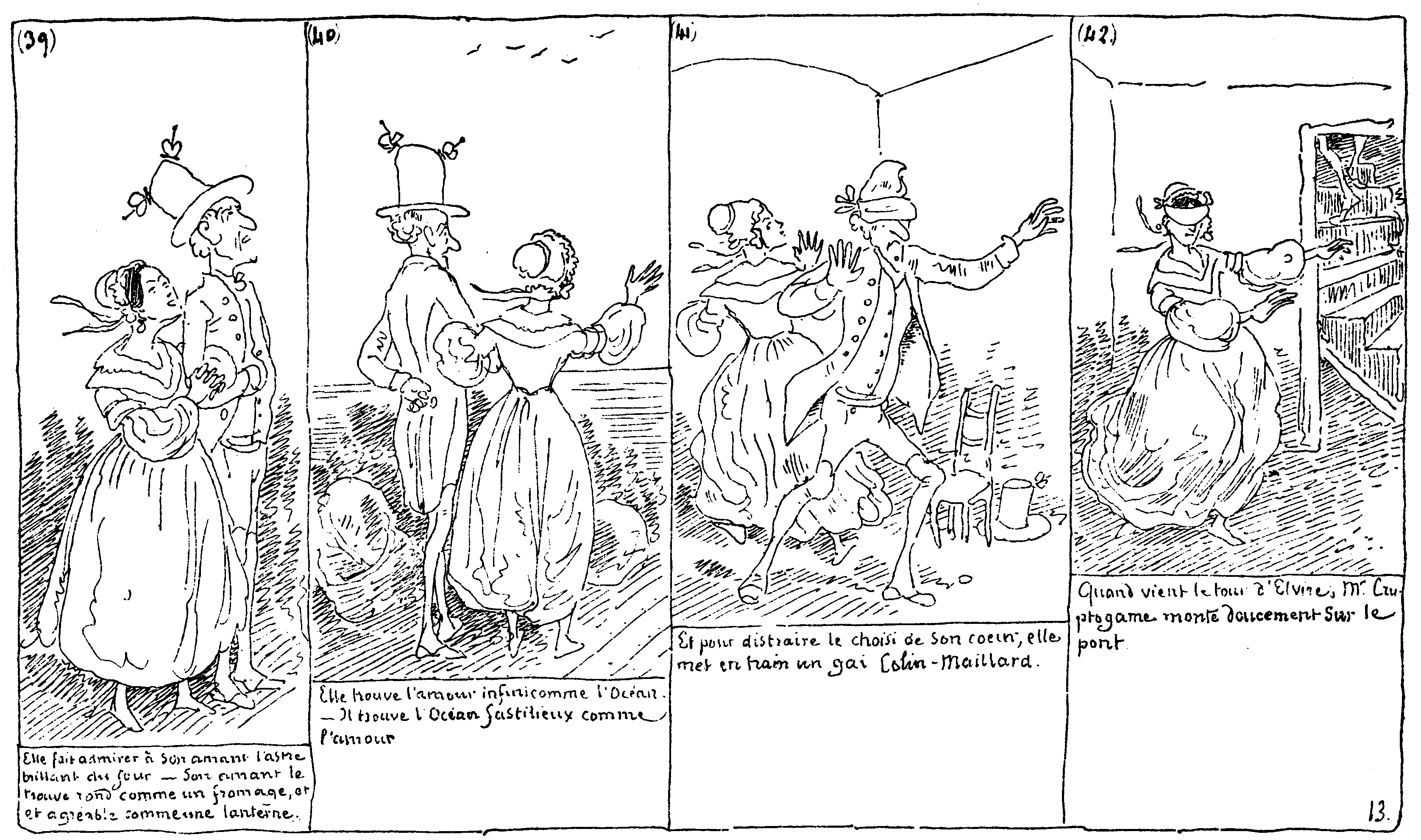
Histoire de Monsieur Cryptogame, Seite 13.
• «Sie lässt ihren Liebhaber den leuchtenden Stern des Tages bewundern. Ihr Liebhaber findet ihn rund wie einen Käse und angenehm wie eine Laterne.»
• «Sie findet die Liebe unendlich wie das Meer. Er findet das Meer langweilig wie die Liebe.»
• «Um den Auserwählten ihres Herzens zu unterhalten, organisiert sie ein heiteres Blindekuh-Spiel.»
• «Als Elvire dran ist, steigt Monsieur Cryptogame leise zum Deck hinauf.»

Seinen Schriftstellerruf erlangte er mit den romantischen Novellen (Le presbytère; La bibliothèque de mon oncle; L’héritage; Le col d’Anterne; Le lac de Gers; La vallée de Trient; La traversée; Le Grand Saint-Bernard; La peur; Elisa et Widmer), die in den Nouvelles Genevoises gesammelt sind. Die meisten seiner Schriften sind mit Zeichnungen illustriert, insbesondere die Voyages en zig-zag.

## Werke

### Bildergeschichten
- Les Amours de Monsieur Vieux-Bois (1827)
- Voyages et aventures du Dr Festus (1829)
- Histoire de Monsieur Cryptogame (1830)
- Histoire de Monsieur Jabot (Imp. Caillet, Geneve 1833)
- Monsieur Pencil (1831)
- Monsieur Crépin (1837)
- Histoire d’Albert, auch Histoire de Jacques genannt (1844)
- Essai de Physiognomonie (1845) Abhandlung über seine Zeichenmethode

(Es ist das Jahr der Entstehung angegeben, nicht das Jahr der ersten Veröffentlichung.)

### Schriften
- La bibliothèque de mon oncle (1832, deutsch Die Bibliothek meines Oheims, Leipzig 1847)
- Excursion dans les Alpes, 1832 (1833)
- Le Presbytère (1832, deutsch Das Pfarrhaus)
- Nouvelles genevoises (1841*), deutsch Genfer Novellen unter andern von Heinrich Zschokke, Aarau 1839 und Stuttgart 1885))
- Voyages en zig-zag (1843*))
- Rosa et Gertrude (1847, deutsch Rosa und Gertrud, Hildburghausen 1865)
- Réflexions et menus propos d’un peintre genevois (1830–1848)
- Nouveaux Voyages en zig-zag (1854*))

*) Einzelne Novellen oder Reisebeschreibungen wurden schon früher veröffentlicht.

### Ausgaben
- Œuvres complètes. Édition d’Art Albert Skira, Genf 1943.
- Komische Bilderromane 1, Komische Bilderromane 2. Zwei Bände mit zusammen sechs Geschichten (Monsieur Jabot, Monsieur Crepin, Monsieur Vieux Bois, Docteur Festus, Monsieur Pencil, Monsieur Cryptogame. Es fehlt nur die „Histoire d'Albert“.). Insel Verlag Leipzig, ohne Jahr [1967].
- Komische Bilderromane. 2 Bände, Herbig, Berlin u. a. ohne Jahr.
- Genfer Novellen, übertragen v. H. Graef. Reclam, Leipzig 1912 (Die Erbschaft, Der Paß von Anterne, Der See von Gers, Das Tal von Trient, Die Überfahrt, Der Große Sankt Bernhard, Die Furcht).

Siehe auch die komplette Liste der Ausgaben der Bildergeschichten.